# Käthe Kollwitz
Käthe Kollwitz (Königsberg, 1867. július 8. – Moritzburg, 1945. április 22.) német grafikus, szobrász.

## Életpályája
Eredeti családneve Schmidt. 1891-től Berlinben élt. Festészetet Königsbergben, Berlinben és Münchenben, szobrászatot 1904-től a párizsi Julian Akadémián tanult. Fiát az első világháborúban elvesztette. Szoros kapcsolatban állt a német baloldali mozgalmakkal.

## Stílusa
Művei a társadalmi igazságtalanságok ellen tiltakozó, elkötelezett alkotások.
Stílusa ugyan a naturalizmusban gyökerezett, ám belső izzása miatt közel állt az expresszionizmushoz.

## Főbb művei

### Litográfiasorozatok
- Takácsfelkelés (Ein Weberaufstand), (1897 – 1898)
- Német parasztháború (Deutscher Bauernkrieg), (1908)
- Háború (1924)
- Proletárok (1925)

### Fametszetek
- In memoriam Karl Liebknecht (1919)

### Köztéri szobrok
- Szülők emlékműve (1924- 1932, Eessen-Roggevelde, Belgium)

## Emlékezete
- 1991-ben arcképével német emlékbélyeget adta ki.
- A Käthe Kollwitz-díj (Käthe-Kollwitz-Preis) is őrzi emlékét.
- Teret neveztek el róla Berlinben (Kollwitzplatz).

## Írásai, levelezése
- Die Tagebücher 1908-1943. Hrsg. von Jutta Bohnke-Kollwitz. Siedler, Berlin 1989, ISBN 3-88680-251-5; Neuausgabe btb, München 2007, ISBN 978-3-442-73683-6
- Briefe an den Sohn 1904–1945. Hrsg. von Jutta Bohnke-Kollwitz. Siedler, Berlin 1992, ISBN 3-88680-250-7 (bei den Briefen an ihren Sohn Hans Konrad Karl handelt es sich um die größte geschlossene Briefüberlieferung von Käthe Kollwitz)
- Aus meinem Leben. Ein Testament des Herzens. Mit Zeichnungen von Käthe Kollwitz und einem Vorwort von Hans Kollwitz. Herder, Freiburg/Basel/Wien 1992, ISBN 3-451-04105-7; zuletzt 2006, ISBN 3-451-05757-3

### Magyarul
- Lenka von Koerber: Käthe Kollwitz. Visszaemlékezések. Európa Könyvkiadó. Budapest, 1959.
- Kontha Sándor: Käthe Kollwitz. 1867–1945. Képzőművészeti Alap Kiadóvállalata. Budapest, 1964.

### Németül
- Andreas Benz: Es gibt auch ein Leben vor dem Tod. Zu Käthe Kollwitz. In: Der Überlebenskünstler: Drei Inszenierungen zur Überwindung eines Traumas. Europäische Verlagsanstalt, Hamburg 1997, ISBN 3-434-46233-3
- Martin Fritsch (Hrsg.): Käthe Kollwitz. Zeichnung, Grafik, Plastik. Bestandskatalog des Käthe-Kollwitz-Museums Berlin. Seemann, Leipzig 1999, ISBN 3-86502-036-4
- Martin Fritsch (Hrsg.): Hommage an, Homage to Käthe Kollwitz. Seemann, Leipzig 2005, ISBN 3-86502-117-4
- Fritz Schmalenbach: Käthe Kollwitz. Langewiesche, Königstein 1965,  ISBN 3-7845-2671-3
- Werner Schmidt (Hrsg.): Die Kollwitz-Sammlung des Dresdner Kupferstichkabinetts. Graphik und Zeichnungen 1890-1912. DuMont, Köln 1988, ISBN 3-7701-2297-6
- Kornelia Berswordt-Wallrabe: Käthe Kollwitz. Das Museum in Schwerin. 1997.
- Ursula Trüper: Leider war ich ein Mädchen. Über Käthe Kollwitz. Edition Nautilus, Hamburg 2001, ISBN 3-89401-370-2

## Külső hivatkozások
- Homepage des „Käthe Kollwitz Museum“ in Köln
- Homepage des Käthe-Kollwitz-Museums in Berlin
- Werke & Biographie von Käthe Kollwitz
- Viele Grafiken, u. a. Selbstporträt 1909, Da stehe ich und grabe mir mein eigenes Grab 1943
- Kollwitz-Biographie auf Shoa.de
- Stiftung KÄTHE KOLLWITZ HAUS Moritzburg
- Biographie und Literatur